# Armée du district central (Japon)
L'armée du district central (中部軍, Chubu gun) est un commandement régional de l'armée impériale japonaise responsable de la défense du centre de Honshū durant la Seconde Guerre mondiale. Elle est l'un des six commandements régionaux dirigées par le commandement général de défense.

## Commandants

### Officiers
|   | Nom                                | De                | À                 |
| - | ---------------------------------- | ----------------- | ----------------- |
| 1 | Lieutenant-général Kesago Nakajima | 2 août 1937       | 26 août 1937      |
| 2 | Lieutenant-général Hasunuma Ban    | 26 août 1937      | 28 décembre 1937  |
| 3 | Lieutenant-général Hisao Tani      | 28 décembre 1937  | 1er août 1939     |
| 4 | Lieutenant-général Waichirō Sonobe | 1er août 1939     | 9 mars 1940       |
| 5 | Lieutenant-général Iwamatsu Yoshio | 9 mars 1940       | 20 juin 1941      |
| 6 | Lieutenant-général Fujii Yoji      | 20 juin 1941      | 17 août 1942      |
| 7 | Lieutenant-général Jun Ushiroku    | 17 août 1942      | 21 février 1944   |
| 8 | Lieutenant-général Shōjirō Iida    | 21 février 1944   | 1er décembre 1944 |
| 9 | Lieutenant-général Masakazu Kawabe | 1er décembre 1944 | 1er février 1945  |